# کینگز پارک وست (ویرجینیا)
کینگز پارک وست (به انگلیسی: Kings Park West) یک منطقهٔ مسکونی در ایالات متحده آمریکا است که در شهرستان فرفکس، ویرجینیا واقع شده‌است. کینگز پارک وست ۷٫۸۷ کیلومتر مربع مساحت و ۱۳٬۳۹۰ نفر جمعیت دارد و ۱۲۱٫۹۲ متر بالاتر از سطح دریا واقع شده‌است.